# Despo Rutti
Despo Rutti, pseudonimo di Pascal Trésor Azusimba (Kinshasa, 26 giugno 1982), è un rapper francese di origine congolese..

## Discografia

### Album
- 2006 : Les Sirènes du charbon
- 2010 : Convictions suicidaires
- 2010 : Les Sirènes du charbon
- 2013 : Les Funérailles des tabous
- 2013 : Jamais 2 sans 3
- 2013 : 203 Jamais